# 拾荒
拾荒（捡破烂）是一个汉语词汇，指（穷人）拾取遗弃的物品或散落的谷物等。

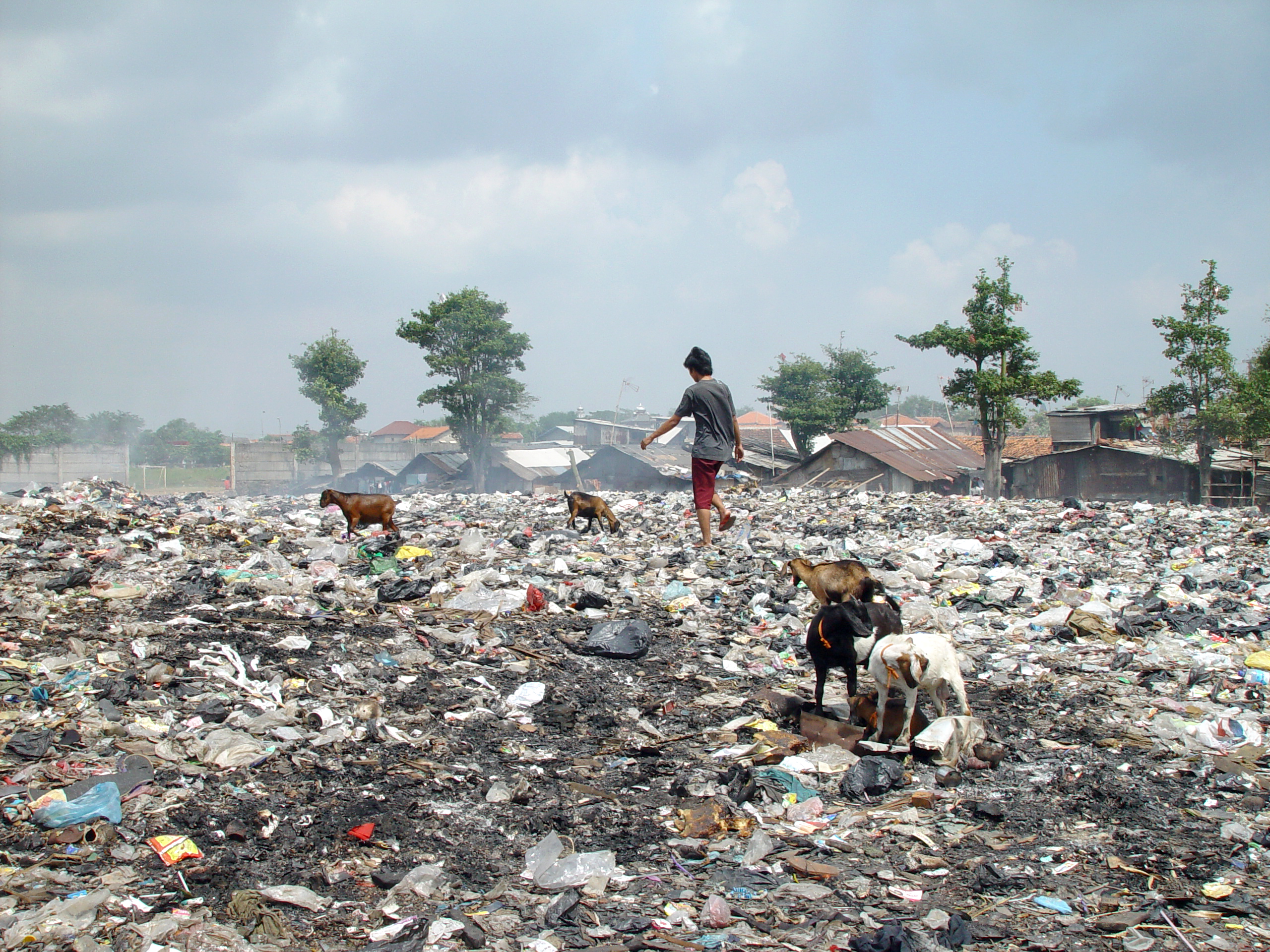
雅加達的拾荒地

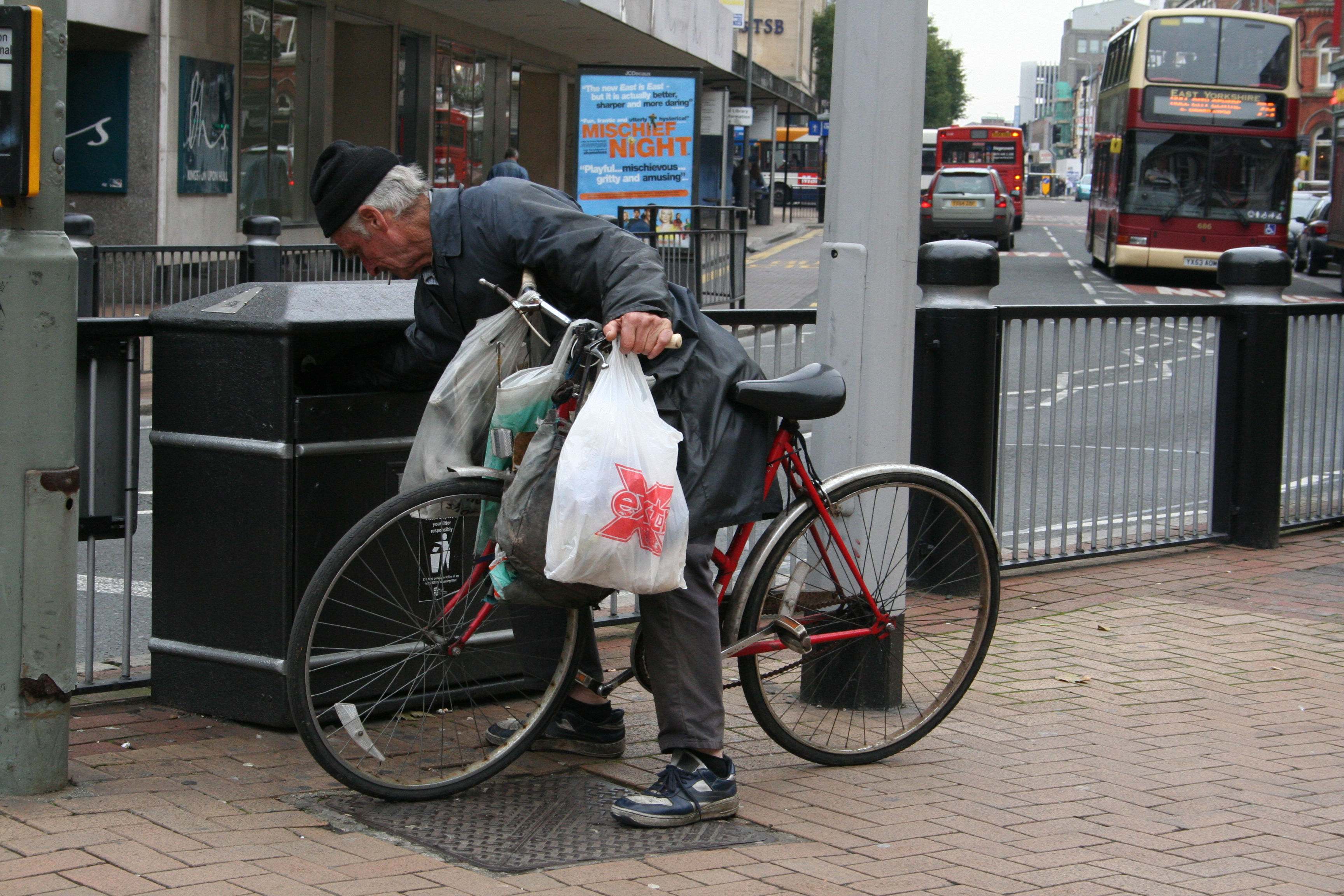
在拾垃圾的一位長者

进行这种行为的人称为拾荒者，他们多数是贫穷的弱势社群。拾荒者出现于街道、商场、住宅后巷、垃圾堆填区等。从人类社会产生的癈品中，寻找有剩余价值的物料，交二手市场、废料回收商或收买者，换取收入。更有创作者在文学或艺术创作中将这种从荒芜破烂中拾取价值的行为升华至情感上的“拾荒”，创作出以其为名的文学作品或歌曲等。
垃圾搜寻、拾荒与拾遗有相似，此类活动都是没有付出金钱代价而获取，时有误会是盗窃。例如超市门外的二手纸皮、车箱座位上的当日报纸，可能原物主还未放弃物权。按法例，失物与遗弃物有异。

## 拾荒物
- 二手手機, 手錶, 電視機, 花瓶, 衣櫃, 衣物, 傢俬, 玩具, 獎牌, 裝修木板, 油漆, 生果. 雜誌, 書籍, 塑膠, 紙皮, 罐頭, 皮鞋, 手袋等

## 香港的拾荒者
2024年，香港的拾荒者約有3000人，每天回收量近16萬公斤。 其中六成受訪者表示為「幫補生計」而拾荒。調查亦發現拾荒者不時遭遇市民、商舖不禮貌對待。